# Reichstaler

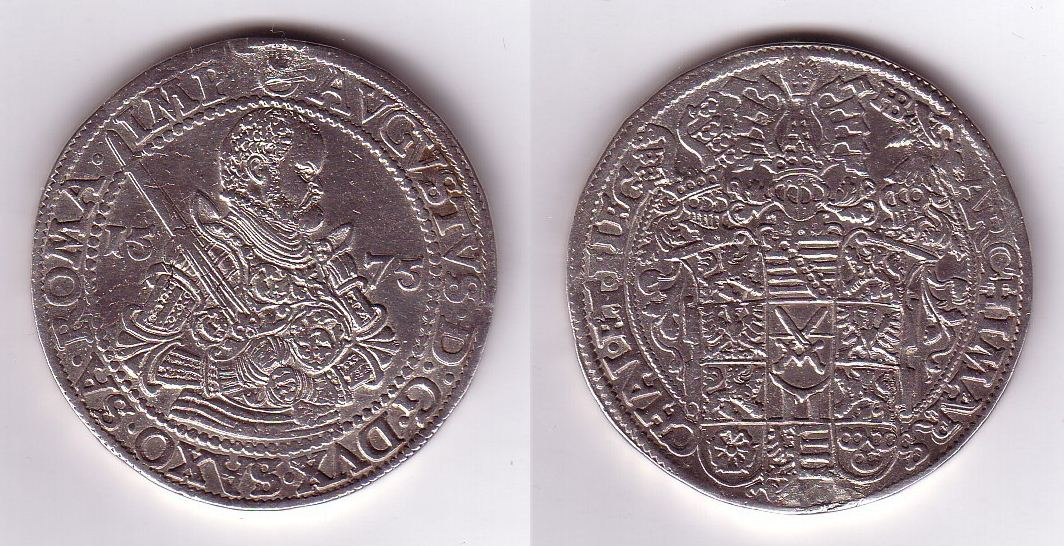
Kurfürstentum Sachsen, Reichstaler von 1575 aus der Münzstätte Dresden, Mmz. HB

Der Reichstaler (bis etwa 1901 geschrieben Reichsthaler; abgekürzt Rthlr., Rthl., rthl., Thl.) ist eine vom 16. bis zum 19. Jahrhundert im Heiligen Römischen Reich verbreitete große Silbermünze. Große Silbermünzen ähnlichen Silbergehalts, teilweise auch ähnlicher Bezeichnungen (z. B. dänisch Rigsdaler), wurden vielfach nachgeahmt.
Nach dem Aufkommen der ersten großen Silbermünzen der Frühneuzeit in Mitteleuropa entstand zu Beginn des 16. Jahrhunderts ein Bedarf an der reichsweiten Standardisierung dieser Münzen. Nach wenig erfolgreichen Versuchen, eine Reichsguldiner genannte Großsilbermünze zu etablieren, ließ die Augsburger Reichsmünzordnung von 1559 mit dem von 1566 erlassenen Reichsmünzedikt Talermünzen (Reichstaler) im Wert von 68 Kreuzer als offizielles Geld des Reiches zu. Dem Münzfuß dieser Reichstaler lehnten sich die in Nord-, West- und vor allem in Mitteldeutschland mit dem silberreichen Kurfürstentum Sachsen verbreiteten Joachimstaler Guldengroschen und ähnliche Münzen stark an. Sie hatten ein Feingewicht von knapp 26 g.
Die Bezeichnung Reichstaler bürgerte sich auch für einen gegenüber Veränderungen des Münzfußes unabhängigen Wertstandard in Silberwährung ein (Rechnungsmünze).
Ab 1750 prägte Preußen eine mit der Beschriftung „Reichsthaler“ versehene Münze im Graumannschen 14-Taler-Fuß, die nur etwa zwei Drittel des eigentlich erforderlichen Feinsilbers enthielt.

## Geschichte

### Entstehung und Bezeichnung

Abbreviatur für „Reichstaler“. Von den beiden Varianten wurde die linke auch im Buchdruck verwendet.

Die unmittelbare Vorgeschichte des Reichstalers begann mit der Verbreitung einer kleinen Goldmünze in Europa, des Dukaten (Gulden). Im Mittelalter waren meist nur kleine Silbermünzen in Nachfolge der karolingischen Pfennige geprägt worden. An der Wende zur Neuzeit ermöglichte ein verstärkter Silberbergbau in Mitteleuropa die Prägung großer Silbermünzen, die dem Werte nach einem Goldgulden entsprachen. Diese Silbermünzen wurden zunächst nicht als Taler bezeichnet, sondern wegen ihrer Wertbeziehung zum Goldgulden als Guldengroschen oder Guldiner. Eine besondere Bedeutung bei der Verbreitung dieser Silbermünzen hatte der Joachimsthaler Guldiner, von dem sich die Kurzbezeichnung ‚T(h)aler‘ ableitet. Ein wichtiger Vorgänger des Joachimsthalers war der hauptsächlich aus Annaberg stammende sächsische Guldengroschen, später genannt Klappmützentaler (Feingewicht: 27,41 g).
Die sich ausbreitenden Talerprägungen zu Beginn des 16. Jahrhunderts unterschieden sich in Schrot (Raugewicht) und Korn (Feingehalt) sowie in ihren Beziehungen zu den umlaufenden Kleinmünzen. Dem Bedürfnis nach einer reichsweiten Standardisierung kam Kaiser Karl V. 1524 mit dem Erlass der Esslinger Reichsmünzordnung, der ersten allgemeinen Münzordnung nach. Es sollte eine im ganzen Reich einheitliche und überall kursfähige silberne Großmünze definiert werden, die die unterschiedlichen Münzstände nach einheitlichem Münzfuß, aber verschiedenem Gepräge herausbringen sollten und konnten.
Die Ära der Rechnungseinheit Reichstaler endete im deutschsprachigen Raum mit der Unterzeichnung der Rheinbundakte 1806. In Norddeutschland wurde der preußische Taler (zu 14 Talern aus der kölnischen Mark Silber) das bestimmende Zahlungsmittel, der sich in Form des Vereinstalers seit 1857 auf das gesamte Gebiet des Deutschen Zollvereins ausbreitete. 1873 wich er der neuen Goldmark, die auf dem Goldstandard basierte. Der Vereinstaler blieb aber noch bis 1907 unter der wiederbelebten Bezeichnung Reichstaler gültiges Zahlungsmittel im Wert von drei Mark.

### Wertentwicklung
Zu Beginn wurde der Feingehalt sehr genau eingehalten. Die anfängliche Wertgleichheit zwischen Goldgulden und dem silbernen Guldiner um 1500 entwickelte sich in den folgenden Jahrzehnten bzw. Jahrhunderten durch Silberfeingehaltsverschlechterungen und der relativen Wertzunahme des Goldes zum Silber langsam auseinander. Die Kleinmünzen, die anfänglich noch um 1570 Kurantgeld waren, sanken ab ca. 1600 zu nur noch schwer in Kurantwährung umwechselbaren Scheidemünzen herab. Insbesondere von 1618 bis 1623 setzte ein starker Wertverfall der Kleinmünzen durch Münzverschlechterung (Kipper- und Wipperzeit) ein. Schließlich wurden auch stark kupferhaltige „Kippertaler“ in Kippermünzstätten, zum Beispiel in den sehr zahlreichen Kippermünzstätten in Kursachsen, als Landmünzen unter Umgehung der Reichsmünzordnung geprägt. 
Aus der Zeit um 1540 stammen die ersten Valvationstabellen, die eine Übersicht darüber geben, in welchem Wertverhältnis die einzelnen regionalen Talermünzen zum theoretischen Reichstaler, dem gesetzlichen, reichsweiten Münzfuß, standen. Diese Tabellen wurden, auch in bebilderter Form, von den Reichstagen, privaten Handelshäusern und Druckereien bis etwa 1870 herausgegeben. Sie begannen gewöhnlich mit den vollwertigen und endeten mit den unterwertigsten Talermünzen und deren Teilstücken. Der „gute Reichstaler“ wurde mehr und mehr zu einer reinen Rechnungseinheit.
Für die von 1566 bis 1750 im Habsburgischen Erblande Österreich ausgeprägten Taler mit dem Bildnis des Kaisers galten eigene Münzgesetze. Deren Schrot und Korn war im Vergleich zu den Reichstalern geringer.
Siehe auch: Bankotaler

## Münzdaten
Im Reichsabschied des Jahres 1566 wurde der Reichstaler dadurch festgelegt, dass aus einer Kölner Mark Silber 9 Reichstaler (9-Taler-Fuß) geprägt werden sollten, die einzelne Münze bei einem Gewicht von 29,23 g, einem Feingehalt von 889/1000 und einem Feingewicht von 25,98 g.
Im Jahr 1750 wurde der reale Konventionstaler zu 10 Taler aus der feinen kölnischen Silbermark in mehreren deutschen Ländern eingeführt, der 32 Groschen galt, was einem 13⅓-Taler-Fuß bei 24 Groschen entsprach. Das war dann das Ende des „alten“ Reichstalers zu 24 Groschen. Gleichzeitig wurde 1750 in Preußen ein „neuer“, leichterer Reichsthaler nach dem Graumannschen 14-Taler-Fuß eingeführt, der 24 Gute Groschen und später ab 1821 30 Silbergroschen galt. In Kurhannover entsprachen im 18. Jahrhundert 36 Mariengroschen (Mgr.) 1 Reichstaler. Der Begriff Reichstaler wurde ab 1800 zu Taler verkürzt, um ab 1857 in den Ländern des Deutschen Zollvereins in Vereinstaler umbenannt zu werden; dieser war bis 1907 gültig und entsprach 3 Mark.
Von 1750 bis 1806 entsprach ein Reichsthaler in Preußen 90 neuen Groschen zu je 18 Pfennig. Daneben galt 1 polnischer Gulden (Fl, Złoty) ⅓ preußischer Reichsthaler (= 30 neue Groschen).
Von 1821 bis 1871 (1873) galt in Preußen ein Neuer Reichstaler bzw. Thaler (ℛst.) zu 30 Silbergroschen (Sgr.) zu je 12 Kupferpfenni(n)g (₰).
Von 1871 bis 1873 wurde in allen Staaten des Deutschen Reichs der Taler durch die Mark zu 100 Pfennig abgelöst, die ⅓ Taler entsprach.
Taler, die nach dem Erlass des Jahres 1566 geprägt wurden, hießen im deutschsprachigen Raum Reichstaler oder schlicht Taler, wenn der Kontext klärte, dass von einer Münze die Rede war. Man sprach von Speciesthalern, Reichsthalern species oder gemünzten Thalern, sobald klarzustellen war, dass eine Münze und nicht die Rechnungseinheit gemeint war. Preise wurden bei den überregionalen Kaufleuten immer in der Rechnungseinheit Reichstaler angegeben, bezahlt wurde aber dann mit dem regionalen Geld, was dann einen Umrechnungskurs zum theoretischen Reichstaler zur Folge hatte.
Gemünzte Reichstaler der Niederlande und Brabants banden sich nicht an die Sprachregelung; bei ihnen bezog sich der Name Rijksdaalder auf Münzen, die mit dem Wert der Rechnungseinheit übereinkamen, die unter demselben Namen den internationalen Zahlungsverkehr eroberte.

## Internationale Währungseinheit
Unabhängig von den Münzprägungen setzte sich eine Währungseinheit unter dem Namen „Reichstaler“ durch – zu einem Wert von 3/4 des im Reichsgebiet gemünzten Talers. In ihr wurden Preisangaben gemacht, Jahresgehälter ausgehandelt und Wechsel im bargeldlosen Überweisungsverkehr ausgestellt.
Die Unabhängigkeit von der Münzprägung bedeutete für die Rechnungseinheit „Reichstaler“ auf dem internationalen Parkett einen Vorteil. Zudem existierten tatsächlich zirkulierende Münzen, die tatsächlich dem Reichstaler entsprachen oder sehr nahe kamen:
- der Patagon zu 48 Patard im Flämischen oder 50 Stuiver im Niederländischen und
- der Écu zu 60 französischen Sols.

Im internationalen Zahlungsverkehr wurden zwischen Hamburg, Amsterdam, Kopenhagen und Stockholm Überweisungen in Reichstalern gängig – im Skandinavischen hießen sie Rigsdaler oder Riksdaler, im Niederländischen Rijksdaalder, hier wie dort wie überall im Reichsgebiet entschied sich vor Ort, welche Münzumsetzung der im Wert stabilen und überregionalen Währungseinheit entsprach: 6 Mark in Kopenhagen, 3 Mark in Hamburg, 24 Gute Groschen in Leipzig, 36 Mariengroschen in Hannover.
Inflation fand unterhalb der überregionalen Währungseinheit lokal statt: 1680 rechnete man in Köln 80 Albus auf den Reichsthaler, im Jahre 1700 musste man ihn in 100 Albus teilen. In Schweden teilte man den Riksdaler von 1681 bis 1715 in 2 Silberthaler, von 1715 bis 1719 verschlechterte sich die Rate, ab 1719 und bis 1776 musste man 3 Silberthaler auf den Reichsthaler rechnen – die Rechnungseinheit blieb in ihrem Wert unbetroffen von Abwertungen lokaler Münzen wie auch von der Einführung des Konventionstalers 1750, der im deutschsprachigen Raum die Ära des originären Speciestalers beendete.
Zu Verwirrungen führte im internationalen Handel allerdings der Umstand, dass der deutsche Species-Taler als Münze im Wert über der bekannten Rechnungseinheit „Reichstaler“ lag (1 Speciestaler = 1 1⁄3 Reichstaler = 32 Groschen). Reichstaler-Münzen im Sprachgebrauch der Niederlande entsprachen dem Wert der Rechnungseinheit. Isaac Newton bemerkte 1720 den Missstand, als man ihn als Aufseher der Königlichen Münze in London um ein Gutachten zum Wert des Reichsthalers im internationalen Zahlungsverkehr mit Skandinavien bat.

2½ Gulden-Münze mit dem Bildnis von Juliana (1972)

In anderen Ländern nationalisierte sich der Reichstaler. Die Niederlande blieben so bei der Parität des Jahres 1700: Die Münzen zu 2,5 Gulden wurden bis zur Einführung des Euro 2001 umgangssprachlich „rijksdaalder“ oder kurz „riks“ genannt.